# Raphael Rossatto
Raphael Marques Rossatto (Río de Janeiro, 20 de julio de 1987) es un actor, cantante y dublador brasileño. Quedó conocido por prestar la voz para Flynn Rider (José Bezerra) en las canciones de la Película Bobinados de Disney. Hizo también algunos otros papeles conocidos en Disney, como Kristoff en Frozen, El Jinete Solitario, Gary en En el Ritmo,. En el Brasil Raphael también hace la voz del actor Daniel Arenas  en las novelas Corazón indomable, Teresa e La gata.

## Principales Trabajos

### Doblajes
- Kristoff en Frozen: Una Aventura Congelante[2]
- Kristoff en Frozen: Fiebre Congelante Corta-metragem
- Kristoff en Olaf: En Una Nueva Aventura Congelante de Frozen Corta-metragem[2]
- José Bezerra en Bobinados Otra Vez: El Especial
- José Bezerra en Bobinados Otra Vez - La Serie
- José Bezerra en Bobinados Para Siempre Corta-metragem
- John Reid (Armie Hammer) en El Jinete Solitario[2]
- Donnie Wilson (O'Shea Jackson Jr.) en Den of Thieves[2]
- Capitán Mitch Nelson (Chris Hemsworth) en 12 Strong
- Lucca Changretta (Adrien Brody) en Peaky Blinders 4ª temporada[2]
- Gary (Brandon Johnson) en En el Ritmo[2]
- Peter Quill, el Señor de las Estrellas en (Chris Pratt) Guardiões de la Galáxia, Guardiões de la Galáxia 2
- Peter Quill, el Señor de las Estrellas en (Chris Pratt) Vengadores: Guerra Infinita
- Jim Preston (Chris Pratt) en Pasajeros[2]
- Owen Grady (Chris Pratt) en Jurassic World
- Josh Faraday (Chris Pratt) en Siete hombres y un destino[2]
- Augustus Waters (Ansel Elgort) en La culpa es de las estrellas[2]
- Philip Swift (Sam Claflin) en Piratas de Caribe 4[2]
- Adam en Si yo quedar[2]
- Forde (Jack Lacy) en Miss Sloane
- Joe (Jack Lacy) en La Navidad de los Coopers
- Casey Marion Davenport (Jack Lacy) en Better with You
- Brett Wyden (Jake Lacy) en Rampage: Destrucción Total
- Capitán Speke en Guerra Mundial Z
- Will Traynor (Sam Claflin) en Cómo yo era antes de usted
- Alex Stewart (Sam Claflin) en Simplemente Acontece
- Finnick Odair (Sam Claflin) en Juegos Vorazes
- Aethewulf (Moe Dunford) en Vikings
- Shiro en Voltron Defensor Lendário
- Ezra Fitz en Pretty Little Liars
- Cisco Ramón (Carlos Valdés) en The Flash
- Tommy Ross (Ansel Elgort) en Carrie - La Extraña
- Romeu en La Lady y el Lobo
- Peanutbutter en Bojack Horseman
- Ty Rux Dinotrux
- James (Dan Jeannotte) en Reign
- Eret en Cómo Entrenar su Dragón 2
- Amadeu en Un Equipo Show de Balón
- Pokedex en Pokémon
- Spyro el Dragón en Skylanders Academy
- Guy en Los Croods
- Hendrickson en Los Siete Pecados Capitales
- Ethan Wate en Dieciséis Lunas
- Adam Rodríguez en Magic Mike
- Carlos Rojo (Alfonso Herrera) en La Dictadura Perfecta
- Mason en Ciudades de Papel
- Príncipe Alcott (Armie Hammer) en Espejo, Espejo Mío
- Samuel Turner (Armie Hammer) en El nacimiento de una nación
- Otávio Narváez (Daniel Arenas) en Corazón indomável
- Paulo Martinez (Daniel Arenas) en La Gata
- Fernando Moreno (Daniel Arenas) en Teresa
- Skip Vronsky en Morgan
- Derrick Hill en Enlisted
- Scott (David Giuntoli) en 13 horas: Los soldados secretos de Benghazi
- Vincent Swan en White Gold
- Marcelo Escalante Fuentes en El color de la pasión
- Jolly the Pimp (Ethan Hawke) en Valerian y la ciudad de los mil Planetas
- Henry Winchester en Supernatural
- Gus En la sala de la Julie
- Cal Zapata en Battleship - Batalla de los Mares
- Anders en Xoxo
- Trystane Martell en Juego Of Thrones
- Tom Brady en Ted 2
- Trevor en The Vampire diaries
- Hafifu A Guardia del León EP Los Gorilas Perdidos 1ª Temporada
- Puja en Pokémon Generaciones
- Número 2 en Piratas Pirados
- Frank en El príncipe encantador
- Mario en Super Mario Bros.: La película

### Piezas de Teatro
- O Homem no Espelho - Musical
- O Julgamento do Paranormal
- Hella
- Godspell
- Tudo por um Pop Star
- Peter Pan – Eu acredito em Fadas
- Anos 80 – Um Musical de Filho para Pai
- O Tesouro Encantado
- O Reino da Gataria
- 60! Década de Arromba – Doc. Musical